# Çaykur Didi Stadı
Das Çaykur Didi Stadı (auch Çaykur Didi Stadyumu) ist ein Fußballstadion in der türkischen Stadt Rize im Nordosten des Landes. Seit 2009 ist es die neue Heimspielstätte des Fußballvereins Çaykur Rizespor und ersetzte das 1952 eröffnete Rize Atatürk Stadı.

## Geschichte
Der Bau wurde am 13. Dezember 2007 begonnen. Die Spielstätte wurde am 24. August 2009 im Rahmen eines Eröffnungsspiels zwischen Çaykur Rizespor und Fenerbahçe Istanbul eingeweiht. Die Anlage liegt nur wenige Meter von der Küste des Schwarzen Meers entfernt und bietet 15.332 Sitzplätze. Die Spielstätte war eine von sieben Spielstätten der U-20-Fußball-Weltmeisterschaft 2013 in der Türkei. Im August 2015 wurde das Stadion nach dem Sponsor Çaykur, dem in Rize ansässigen, größten Teeproduzenten des Landes, in Çaykur Didi Stadı umbenannt.
2016 wurde das Spielfeld aus Naturrasen durch einen Hybridrasen ausgetauscht.